# Eucalyptus grandis
Eucalyptus grandis é uma espécie do gênero Eucalyptus, base para a indústria de celulose e papel do Brasil, o E. grandis é originário da Austrália, principalmente dos estados de New South Wales (NSW) e Queensland (QLD) e lá forma florestas de grande porte em associação com outras espécies florestais. É uma árvore de grande porte, atingindo facilmente mais de 60 m de altura e diâmetros acima de 1,2m. É muito semelhante ao E. saligna e forma híbridos com outras espécies de eucaliptos do mesmo Subgênero Symphyomyrtus com facilidade. No Brasil, foi plantado em mais de 2 milhões de hectares desde os anos 1900 principalmente nos estados de SP, MG, ES, PR, RS. Hoje ainda é plantado puro ou através de híbridos clonados de altíssima produtividade, em especial o E. urograndis, híbrido entre E. grandis e E. urophylla, que viabilizou a silvicultura industrial brasileira no cerrado e em solos mais pobres, arenosos e com estação seca. Sua madeira apresenta densidade baixa a média, apta à produção de celulose e também ideal para uso em mobiliário por ser de fácil trabalhabilidade.